# 不思議な少年 (漫画)
『不思議な少年』（ふしぎなしょうねん）は、山下和美による平成期日本の漫画。『週刊モーニング』（講談社）にて2001年から不定期連載された後、2006年から同社『月刊 モーニング・ツー』に移籍するも休載が続き、2020年42号に再び『週刊モーニング』で掲載された。
単行本は講談社モーニングコミックで刊（第9巻まで）。新版は2017年11月に講談社漫画文庫で6巻目まで刊行。

## あらすじ
永遠の生を持つ少年は、時を超え、場所を超え、あらゆるところに現れる。人間を愛しているわけでもなければ憎んでいるわけでもない。ただ飽くことなく、人間を見つめ続けて、何度も問いかける。「人間とは何か」と。

## 各巻収録作品
- 第1巻 「万作と猶次郎」、「エミリーとシャーロット」、「狐目の寅吉」
- 第2巻 「鉄雄」、「ソクラテス」、「タマラとドミトリ」、「レスリー・ヘイワードと山田正雄」
- 第3巻 「末次家の三人」、「リチャード・ウィルソン卿とグラハム・ベッカー」、「二人のレディ・エッシャー」
- 第4巻 「由利香」、「水晶玉の猿」、「ベラとカリバリ」
- 第5巻 「フランツ・カウフマン博士」、「昭とたけしとヨシ坊と」、「40歳のOL村山香」、「ルキ・イスカリオテ」、「夫・恭平、妻・瑠璃子」
- 第6巻 「NX-521236号」、「良ちゃん」、「THE MAN」、「ムメキクと周平」
- 第7巻 「ホロ・ファコスネナムン・トラルファマドーラ婦人」、「ジェシィ・アダムズ」、「会社員I」、「ペーター・ユルゲン」、「ロベルト」、「ヨコハマ・リリィ」
- 第8巻 「聖フランツI」、「聖フランツII」、「聖フランツIII」、「聖フランツIV」、「マリー・ロンドン」
- 第9巻 「芳江と聖子」「トム・ベイツ」「波多野 圭」「ONKO TEXAS」

## 単行本
1. 2001年10月23日発売 ISBN 978-4063287721
2. 2002年06月19日発売 ISBN 978-4063288247
3. 2004年11月22日発売 ISBN 978-4063289985
4. 2005年10月21日発売 ISBN 978-4063724714
5. 2006年07月21日発売 ISBN 978-4063725391
6. 2008年02月22日発売 ISBN 978-4063726664
7. 2008年10月23日発売 ISBN 978-4063727418
8. 2009年09月23日発売 ISBN 978-4063728316
9. 2014年10月23日発売 ISBN 978-4063884012

## 朗読ライブ
ARMs PRESENTS「不思議な少年」
2011年9月22日から25日にかけて月見ル君想フを会場に、緒方恵美と演劇集団キャラメルボックスの真柴あずきと坂口理恵の3人から成るにユニットARMsにより、リーディングと歌を中心にライブを展開した。
出演は、緒方恵美・坂口理恵・真柴あずき（ARMs）、岩瀬聡志（key）、目木とーる（gt）、ゲストに石橋徹郎・前田綾。

TBA Lab. PRODUCE 朗読劇「不思議な少年 -a Wonder Boy-」2023-2024
2023年9月9日から10日にかけて宇都宮HEAVEN'S ROCK、同年11月4日から5日にかけて長野INDIA live the SKY、同年1月13日から14日にかけて大阪THE LIVE HOUSE soma、同年3月2日から3日にかけて横浜F.A.D YOKOHAMA、同年5月2日から5月3日にかけて東京晴れたら空に豆まいてを会場に、緒方恵美が新時代の新人育成キャラバンとして展開した。開催前日には、緒方恵美ワークショップ「本物の声優になるために -はじめの一歩-」も開催された。
出演は、少年役を緒方恵美が演じるほか、TBA Labメンバー（田中啓太郎（青二プロダクション）、米良まさひろ（BLUE LABEL/Breathe Arts）、伊藤梨花子（Breathe Arts）、島倉凱隼（Breathe Arts）、飯塚杏珠（キャロット）、ギラルド沙羅（スマイルモンキー）、中村悠人（Breathe Arts）、金城明日香（放映新社））、目木とーる（Gt）、ゲストに関根翔太（演劇集団キャラメルボックス/宇都宮）、飯野美沙子（長野）、坂口理恵（演劇集団キャラメルボックス/大阪）、各地・最終オーディション合格者（ワークショップ受講者内選抜）となっている。脚本・演出も緒方恵美が担当している。